# Șlap

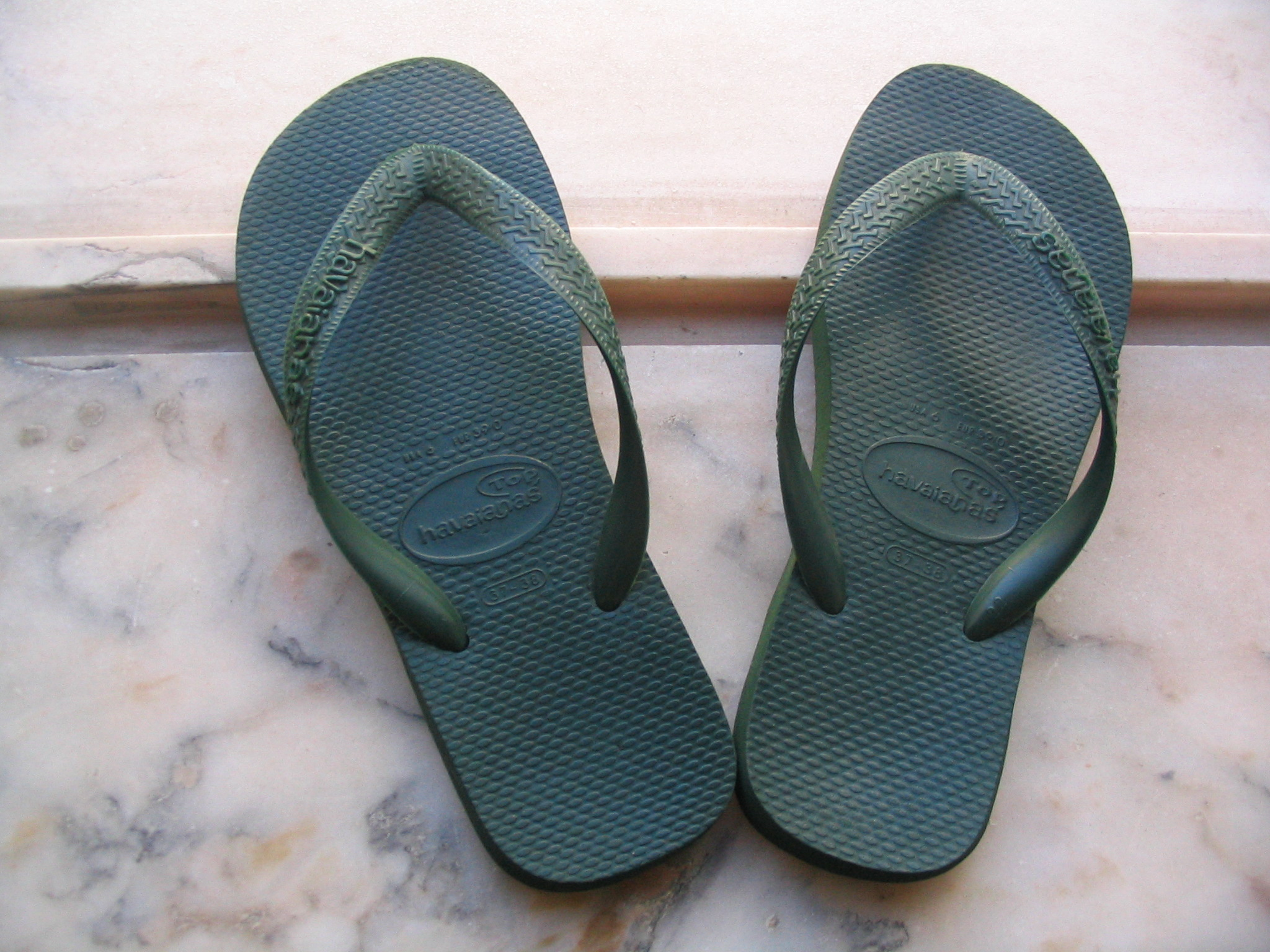
O pereche de șlapi

Șlapii (din limba germană, Schlappe, în engleză flip-flops) sunt o varietate de încălțăminte ușoară folosită de obicei pentru plajă cât și în casă.